# 蓮沼執太
蓮沼 執太（はすぬま しゅうた、1983年9月11日 - ）は、東京都出身の音楽家、芸術家。

## 経歴
東京都生まれ。音楽作品のリリースや、蓮沼執太フィルを組織して国内外でのコンサート公演をはじめ、映画、ドラマ、演劇、ダンス、音楽プロデュースなど多数の製作に携わる。他に展覧会やプロジェクトを行っている。
シアターピースに『TIME』（神奈川芸術劇場・KAAT）、企画・構成をするコンサートシリーズ『ミュージック・トゥデイ』を主催。
2014年はアジアン・カルチュラル・カウンシル（ACC）のグランティとして渡米。
2017年は文化庁東アジア文化交流使の指名を受けて中国北京へ。
主な個展に「Compositions」（2018年・ニューヨーク Pioneer Works）、『 〜 ing』（2018年・資生堂ギャラリー）など、アーティストとしての活動も活発に行なっている。
2019年『蓮沼執太： 〜 ing』展（資生堂ギャラリー）で第69回芸術選奨文部科学大臣新人賞を受賞。

## ディスコグラフィー
出典:

### シングル
- 『起点 with イルリメ + 大原大次郎（TypogRAPy）』（2015年12月18日発売）＊アルバム未収録
- 『TIME with Yiran』（2016年1月15日発売）＊アルバム未収録
- 『the unseen』Panasonic Beauty CMソング（2017年12月14日発売）＊『windandwindows』先行発売シングル
- 『CHANCE feat. 中村佳穂』（2019年6月26日発売）＊7インチレコード、デジタル配信
- 『Imr』（蓮沼執太フィル・2020年5月1日発売、Self Release）＊デジタル配信
- 『HOLIDAY feat. 塩塚モエカ』（蓮沼執太フィル・2020年12月16日発売、Self Release）＊デジタル配信
- 『Weather』（2022年9月9日発売）＊デジタル配信
- 『Pierrepont』（2022年9月23日発売）＊デジタル配信
- 『Hypha』（2022年10月14日発売）＊デジタル配信
- 『Irie』（2022年11月4日発売）＊デジタル配信
- 『Vanish, Memoria』（2022年12月9日発売）＊デジタル配信
- 『Postpone』（2023年2月3日発売）＊デジタル配信
- 『Selves (feat. Cornelius)』（2023年3月24日発売）＊デジタル配信
- 『Picnic』（2023年5月17日発売）＊デジタル配信
- 『KK』（2023年6月13日発売）＊デジタル配信
- 『文明単位のラブソング』（小林幸子, 鎮座DOPENESS, 蓮沼執太フィル, 川田十夢/2023年6月21日発売）＊デジタル配信
- 『Sando』（蓮沼執太, KOM_I, 音無史哉/2023年7月21日発売）＊デジタル配信
- 『Emergence』（2023年9月1日発売）＊デジタル配信
- 『one window』（2023年12月15日発売）＊デジタル配信

### コンセプト・アルバム
- 『wannapunch!』ライブアルバム（2010年1月1日発売、レーベル: WEATHER / HEADZ）
- 『CC OO』未発表曲4枚組CD（2012年1月1日発売、レーベル: WEATHER / unknownmix / HEADZ）
- 映画『マンガをはみだした男〜赤塚不二夫』サウンドトラック（2016年4月23日発売、Shuta Hasunuma + U-zhaan 名義）
- 『windandwindows』未発表曲6枚組CD（2018年3月24日発売、レーベル: WEATHER / HEADZ）
- 『Phil Plays Phil / AR』（2019年8月24日発売、Self Release）
- NHK DRAMA "KIREINOKUNI" ORIGINAL SCORE（2021年6月16日配信、8月4日CD、Self Release）

### EP
- 『シャンファイ／快快「Y時のはなし」O.S.T』（2010年9月15日発売、レーベル: WEATHER / play / HEADZ）
- 『THEATRE PRODUCTS 2011 S/S COLLECTION CAMOUFLAGE』（2011年4月27日発売）
- 『IT IS IT』（2011年6月10日発売、レーベル：Noritake）
- 『Earphone & Headphone in my Head』（2011年12月1日発売、レーベル: windandwindows / HEADZ）
- 『Oa』（2019年9月27日発売、レーベル：Northern Spy Records）

### ブルーレイ
- 『日比谷、時が奏でる』GOLD DISC（オフィシャルサイト限定発売、Self Release）

## 主な活動

### 音楽
※ソロ、コラボレーション、ライヴ・パフォーマンス、CD、イベント
2010年
- 『wannapunch!』リリース
- 古川日出男を中心とするグループ「the coffee group 」アルバムプロデュース[1]
- 自主企画「音楽からとんでみる２」開催（出演：にせんねんもんだい、サンガツ）[1]
- EP『シャンファイ / Y時のはなし』リリース
- 蓮沼執太フィル結成（Oval 来日公演　代官山UNIT）[1]
- HARAJUKU PERFORMACE PLUS 2010 出演。[1]

2011年
- 蓮沼執太フィル・ニューイヤーコンサート2011（VACANT）を開催。[1]
- 『ミュージック・トゥデイ・アサヒ』（アサヒアートスクエア）出演：飴屋法水、小山田圭吾、空間現代、毛利悠子、南波一海らが出演。[1]
- 「横浜トリエンナーレ2011 MUSIC FOR PLANTS」にて即興ライヴ公演を開催。[1]
- 蓮沼執太フィル・公開リハーサル『練習をみるのはかっこわるいことか？』東京都現代美術館・講堂
- こどもちゃれんじ「ねんちょうさんのうた」（演出：伊藤ガビン　編曲：蓮沼執太　歌：二階堂和美）

2012年
- 4枚組CD『CC OO』をリリース
- 蓮沼執太フィル・公開リハーサル『練習をみるのはかっこわるいことか？』東京都現代美術館・講堂
- TPAM2012 山田亮太と共作シアターピース『TIME』（神奈川芸術劇場・KAAT、国立新美術館）[1]
- 自主企画イベント『ニュージック・トゥデイ・ラフォーレ』（出演：Phew、高橋悠治、オオルタイチ）
- NHK「おかあさんといっしょ」楽曲「ショキ ショキ チョン」編曲（作詞作曲：二階堂和美）
- 蓮沼執太フィル編成でアルバム『CC OO』全国ツアー
- 蓮沼執太フィル。東京公演 リキッドルームにてジム・オルークとレッドゼツリンとツーマン

2013年
- 蓮沼執太フィル・ニューイヤーコンサート2013（オペラシティ・リサイタルホール）[1]
- Music Today on Fluxus 蓮沼執太 vs 塩見允枝子 （国立国際美術館）
- 志村信裕+蓮沼執太『時間の庭』（ヴァンジ彫刻庭園美術館）
- HARAJUKU PERFORMANCE PLUS DOMMUNE（ゲスト：坂本美雨、和田永、映像エフェクト・ライゾマティクス）
- 「エクス・エクス・エクス・エクスポナイト!!!!」ソロ出演

2014年
- 蓮沼執太フィル『時が奏でる｜Time plays and so do we.』リリース
- TPAM2014・蓮沼執太『作曲：ニューフィル』（KAAT・神奈川芸術劇場大ホール）
- 坂本美雨アルバム『Waving Flags』アルバム・プロデュース[1]
- 赤い公園「お留守番」楽曲プロデュース[1]
- 蓮沼執太フィル全国ツアー[1]
- 高野寛トリビュート・アルバム参加「夢の中で会えるでしょう」カヴァー＊蓮沼執太フィル名義
- クラムボン・トリビュート・アルバム参加「ある鼓動」カヴァー＊蓮沼執太フィル名義

2015年
- Negicco「自由に」楽曲編曲[1]
- コトリンゴ「My Philosophy」（共作）[1]
- イベント「蓮沼執太のメロディーズ」ビルボード東京
- 坂本美雨＋蓮沼執太クルー『LIVE “Waving Flags”』DVDリリース
- パフォーマンス『葉山アンビエント』神奈川県立近代美術館・葉山館にて開催（蓮沼執太、イトケン、千葉広樹、和田永、比嘉了、岩渕貞太）
- 自主企画『ミュージック・トゥデイ・イン・トーキョー・2015』4日間にわたり開催[1]
- 空間現代『通過 Remix with 古川日出男』リミックス制作
- ALMA MUSIC BOX「Music for a Dying Star」に参加
- シングル「起点 with イルリメ、大原大次郎」を配信リリース

2016年
- アルバム『メロディーズ』リリース
- 『蓮沼執太のメロディーズ』全国ツアー開催（札幌、大阪、福岡、東京、沖縄、森道市場）[1]
- タブラ奏者 U-zhaan と映画『マンガをはみだした男～赤塚不二夫』映画音楽を担当
- Shuta Hasunuma + U-zhaan『マンガをはみだした男～赤塚不二夫 O.S.T.』リリース
- TAICOCLUB’16 に出演
- 活動10周年イベント『蓮沼 X 執太』 WWWX にて開催[1]
- ALMA MUSIC BOXプロジェクトと京都市交響楽団とのコラボレーションコンサートをみやこホールにて演奏
- 環ROY・楽曲「めでたい」プロデュース
- 丸亀市猪熊弦一郎現代美術館（MIMOCA）25周年記念イベントに参加

2017年
- Shuta Hasunuma & U-zhaan 『2 Tone』リリース（ゲスト：坂本龍一、アート・リンゼイ、デヴェンドラ・バンハート）アメリカ音楽メディアピッチフォークにて7.4ポイント獲得
- 蓮沼執太フィル『Meeting Place』をスパイラルホールにて2日連続公演
- U-zhaan とのイベント『2 Tone』レコ発をWWW にて開催
- フランス・マルセイユでのフェス「MIMI FESTIVAL 2017」にイトケンと出演
- 灰野敬二との即興パフォーマンスで「君が代」を披露
- 日光トレッドソン・ヴィラのサテライトTV展のオープニングにて、落合多武とのコラボレーション・パフォーマンスを行う

2018年
- 蓮沼執太フィル公演『東京ジャクスタ』草月ホールを開催。一柳慧の作曲作品『IBM』再上演、一柳慧とのトークを行う
- 6枚組CDアルバム『windandwindows｜ウインドアンドウインドウズ 』をリリース（ジャケット写真は畠山直哉）
- 「森、道、市場2018」蓮沼執太フィルが出演
- 蓮沼執太フィル・アルバム『ANTHROPOCENE｜アントロポセン』
- 蓮沼執太フルフィル公演『FULLPHONY｜フルフォニー』すみだトリフォニーホール

2019年
- 蓮沼執太フィル公演『ニューイヤーフィル』恵比寿LIQUIDROOM
- 「CROSSING CARNIVAL 2019」蓮沼執太フィルが出演
- 蓮沼執太フィル『フィル・プレイズ・フィル｜Phil Plays Phil』デジタル配信
- 蓮沼執太フィル『フィル・プレイズ・フィル / AR（アントロポセン　リミキシーズ1）｜Phil Plays Phil / AR（ANTHROPOCENE REMIXES 1）』リリース
- 蓮沼執太 feat.中村佳穂『CHANCE feat. 中村佳穂』リリース
- 「FUJIROCK FESTIVAL 2019」新潟県湯沢町苗場スキー場　蓮沼執太フィル、蓮沼執太 & U-zhaan 出演
- 『MUSIC TODAY IN KYOTO 2019』ロームシアター京都
- 蓮沼執太フィル公演『日比谷、時が奏でる』日比谷野外大音楽堂
- EP『Oa』をNorthern Spy Recordsよりリリース
- ミュージアムコンサート『TOUCH』DIC川村記念美術館
- 蓮沼執太フィル Ginza Sony Park で初のゲリラライブを行う

2020年
- 『Shibuya Gathering / Shibuya Difference 渋谷つどい・渋谷ちがい』ゲスト出演：小山田圭吾（2月8日）、石塚周太（2月9日）
- RYUTist「ALIVE」、「Girls」楽曲プロデュース（演奏：蓮沼執太フィル）
- 蓮沼執太フィル「Imr」配信リリース（メンバー全員のリモート録音によるシングル楽曲）
- 『響のあいだ』フランソワ・バシェによる音響彫刻を使用した新作新スタレーションを発表
- 蓮沼執太フルフィル『フルフォニー｜FULLPHONY』アルバムリリース（アートワーク：横尾忠則）
- 蓮沼執太フィル・オンライン公演『#フィルAPIスパイラル』ゲスト：RYUTist、xiangyu、Aokid、柴田聡子
- 『Silence Park curated by Shuta Hasunuma』Ginza Sony Park（9月〜）参加アーティスト（Shuta Hasunuma, Francisco López, Jan Jelinek）
- 資生堂ブランド旗艦店「SHISEIDO GLOBAL FLAGSHIP STORE」作曲、音楽監修（AIを活用し、天候などの環境情報を考慮した音楽生成による店内BGM）
- 鈴木康弘「Opening the River ファスナーの船」映像音楽担当
- NEWoMan新宿クリスマスキャンペーン音楽担当「蓮沼執太フィル feat. 塩塚モエカ」
- 蓮沼執太フィル『日比谷、時が奏でる』GOLD DISC（オフィシャルサイト限定発売、Self Release）

2021年
- 蓮沼執太フィル・オーチャードホール公演『○→○』（まる・やじるし・まる）（4月23日、Bunkamuraオーチャードホール）ゲスト：ヤン富田、塩塚モエカ（羊文学）、徳井直生、xiangyu、RYUTist、Aokid
- 蓮沼執太 & U-zhaan「Snow Man」：鈴木慶一『MOTHER』に参加
- 「True Colors Fashion ドキュメンタリー映像『対話する衣服』6組の"当事者"」音楽担当（監督：河合宏樹）
- NHK総合よるドラ「きれいのくに」音楽担当
- 銀座・和光　3/11「未来への希望の鐘」時計塔の鐘　新たな旋律を作曲
- 『Silence Park curated by Shuta Hasunuma』Ginza Sony Park（4月〜）参加アーティスト（Shuta Hasunuma, Félicia Atkinson、Marika Constantino）
- 隅田川怒涛　蓮沼執太『浜離宮アンビエント』5月22日、浜離宮恩賜庭園（出演：石塚周太、イトケン、大谷能生、尾嶋優、葛西敏彦、K-Ta、小林うてな、ゴンドウトモヒコ、斉藤亮輔、千葉広樹、手島絵里子、三浦千明、宮地夏海　ゲスト：大崎清夏、音無史哉、角銅真実、寺尾紗穂）
- NHK DRAMA "KIREINOKUNI" ORIGINAL SCORE（2021年6月16日配信、8月4日CD、Self Release）リリース
- 「PLEATS PLEASE ISSEY MIYAKE」映像音楽担当
- 渋谷区子育てネウボラ施設「coしぶや」エントランス・インタラクティヴ映像音楽担当
- 灰野敬二　蓮沼執太　公演『うた』9月3日、WWW X
- 羊文学『you love』EP（「マヨイガ with 蓮沼執太フィル」）参加（8月25日リリース）
- 2020年東京パラリンピック開会式出演　パラ楽団を率いて、『パラリンピック・アンセム』編曲、『いきる』作詞・作曲・編曲を担当。指揮を行う。
- 蓮沼執太フィル『HOLIDAY feat. 塩塚モエカ』7インチレコード発売
- GINZA SONY PARK 最終日プログラムを主催（出演：蓮沼執太、U-zhaan、大野由美子、荘子it、SASUKE、いとうせいこう、イ・ラン、MIHO HATORI）
- 大和ハウス工業TVCMに出演、楽曲提供
- グループ展『FACES』SCAI PIRAMIDE に参加
- Hermesドキュメンタリームービー「HUMAN ODYSSEY それは、創造を巡る旅。」音楽担当（監督：奥山大史）
- 蓮沼執太フィル「Eco Echo」配信リリース、ニュウマン新宿クリスマスキャンペーン曲のタイアップ
- 蓮沼執太フィル「エコ・エコー・行こう大阪」「エコ・エコー・行こう大分」ツアー
- WWW presents Shuta Hasunuma Philharmonic Orchestra『V——Vishes 2021——2022』開催
- J-WAVE 年越しカウントダウン特別番組に出演、演奏

2022年
- writtenafterwards 12th collection Gassho -hidden Archives- 新作コレクション映像音楽担当
- 蓮沼執太『NHK DRAMA“KIREINOKUNI”ORIGINAL SCORE』LP盤リリース

### 個展
- 『have a go at flying from music part3』東京都現代美術館・ブルームバーグパビリオン（2011）
- 『音的｜soundlike』東京・アサヒ・アートスクエア（2012）
- 『音的→神戸｜soundlike2』神戸・アートビレッジセンター（2013）
- 『無焦点』東京・NADiff Gallery（2014）
- 『音的→中目黒』東京・HAPPA（2014）
- 『知恵の処方』東京・3331 Gallery（2015）
- 『compositions: space, time and architecture』国際芸術センター青森（ACAC）（2015）
- 『compositions: rhythm』青山スパイラルガーデン（2016）
- 『Compositions』中国・北京・Beijing Culture and Art Center（2017）
- 『Compositions』アメリカ・ニューヨーク・Pioneer Works（2018）
- 『　～　ing』東京・資生堂ギャラリー（2018）
- 『Someone’s public and private / Something’s public and private』Tompkins Square Park ニューヨーク（2019）
- 『OTHER “Someone’s public and private / Something’s public and private”』Void+ 東京（2020）
- 『フェイシズ｜FACES』神奈川県立近代美術館 葉山（2020）＊新型コロナウイルスの影響で中止

### グループ展
- 別府現代芸術フェスティバル 『混浴温泉世界』大分（2015）
- 『鉄道芸術祭 vol.5 もうひとつの電車~ alternative train ~』アートエリア B1、大阪（2015）
- 『JNBY festival no.2 How to squeeze 8 days inside 1 week』JNBY concept shop 北京、中国（2016）
- 「0°C」ブランクラス、横浜（2017）
- 『太田の美術vol.3 2020年のさざえ堂——現代の螺旋と100枚の絵』太田市美術館・図書館（2020)＊新型コロナウイルスの影響で会期途中で終了
- 『FACES』SCAI PIRAMIDE（2021）

### ミュージック・トゥデイ
※MUSIC TODAY（企画構成コンサート）
- MUSIC TODAY ASAHI 2011（蓮沼執太、飴屋法水、小山田圭吾、木下美紗都、空間現代、南波一海、毛利悠子、nukeme、真っ青、ucnv）
- MUSIC TODAY LAFORET 2012（蓮沼執太フィル、phew × 高橋悠治、オオルタイチ、佐々木敦）
- Music Today on Fluxus 2013 蓮沼執太 vs 塩見允枝子（国立国際美術館）
- MUSIC TODAY TOKYO 2015（蓮沼執太、大崎清夏 × 木下美紗都 × 福留麻里 × 石塚周太、石田尚志 x Nerhol、コトリンゴ、鈴木昭男、水尻自子、U-zhaan、島地保武、空間現代、平山昌尚、五木田智央、吉増剛造、保坂健二朗、三宅唱、田坂博子、結城秀勇、平倉圭、野村政之、佐々木敦、畠山直哉
- MUSIC TODAY IN KYOTO 2019（蓮沼執太、灰野敬二、竹村延和、角銅真実、エレナ・トゥタッチコワ、DJ外出 from 空間現代）
- MUSIC TODAY HAYAMA 2020（蓮沼執太、イルリメ、大原大次郎、寺尾紗穂、鈴木昭男、Tomoko Sauvage、Marginal Consort (今井和雄、越川T、椎啓、多田正美)、U-zhaan、KOM_I（水曜日のカンパネラ））＊新型コロナウイルスの影響で中止

### コミッションワーク
※ファッション、展覧会、フェスティバル、ラジオ

#### ファッション
- シアタープロダクツ
  - 『2011 S/S COLLECTION』コレクション音楽制作（2011）
  - 『2013 W/W COLLECTION』コレクション音楽制作（2013）
- TARO HORIUCHI
  - 『2013 S/S COLLECTION』コレクション音楽制作（2013）
  - 『2015 S/S COLLECTION』 コレクション音楽制作（2014）
- RMK  xTARO HORIUCHI 『2017 A/W COLLECTION』（2017）
- th 『th001 COLLECTION』（2018）
- PYT 『2018 A/W COLLECTION』（2018）
- th 『th002 COLLECTION』（2018）
- PLEATS PLEASE ISSEY MIYAKE（2021）
- writtenafterwards『12th collection Gassho -hidden Archives-』（2022）

#### 映画、舞台音楽
- 2010 快快 faifai 「Y時のはなし」VACANT、山口情報芸術センター（YCAM）（演劇）（2010）
- dance today 2013 島地保武 + 酒井はな「アルトノイ新作」彩の国さいたま芸術劇場 （ダンス）（2013）
- 岩渕貞太「condition」森下スタジオ（ダンス）（2014）
- 八木良太 × 岩渕貞太「タイムトラベル」神奈川県民ホール（ パフォーマンス）（2014）
- 水尻自子「幕」（映画）ベルリン国際映画祭短編部門ノミネート（2014）
- 瀬田なつき監督『5 windows』（2015）
- Noism2「かさねのいろめ」りゅーとぴあ新潟市民芸術文化会館（ダンス）（2015）
- 森山未來、エラ・ホチルド「ユダ、キリスト ウィズソイ」HONMOKU AREA-2（ダンス）（2015）
- 砂入博史監督『air』（2016）
- 冨永昌敬監督『マンガをはみだした男～赤塚不二夫』U-zhaanとの共作（2016）
- 倉本雷大監督『恋愛奇譚集』（2017）
- 森山未來、エラ・ホチルド「ユダ、キリスト ウィズソイ」横浜赤レンガ倉庫（ダンス）（2017）
- 資生堂 椿会 2017 - 初心 -: 関連企画イベント「altneu+ 蓮沼執太パフォーマンス」花椿ホール（ダンス）（2017）
- NHKラジオドラマ「大工」柴幸男（2018）
- NHK総合よるドラ「きれいのくに」（2021）
- 舞台「TRAIN TRAIN TRAIN」（2025）[4]

#### CM、Webサイトなど
- 本田技研工業（HONDA） インターナビ「dots」サウンド制作
- au（KDDI・OCT） ” WIndows Phone IS12T” TV CM音楽制作
- ポカリスエット イオンウォーター テレビCM 作曲
- NIKE+ 「RUN TRACK」ランニング用アプリケーションに音楽提供
- テレビ東京『ヴァンパイア・ヘヴン』劇中音楽を作曲。監督：瀬田なつき
- 隈研吾設計の施設・九州文芸館 パビリオンでの音楽を作曲
- 三菱電機 LED・TV Comercial 「Discover Tokyo」がタイアップ
- ソニー・VAIO発表プレス音楽制作
- 無印良品 MUJI HOMEMADE 音楽担当
- ユニクロ・UNIQLO上海店オープニング音楽制作
- 麒麟麦酒（KIRIN）淡麗グリーンラベル・Webサイト「KIRIN「GREEN NAME by 淡麗グリーンラベル」」の音楽制作
- 株式会社TESSWebサイトの音楽制作
- 日清食品グループ・コーポレートサイトの音楽制作
- ストライプインターナショナル・Webサイトの音楽制作
- パナソニック・パナソニックビューティのCM 音楽制作
- 名古屋城本丸御殿完成公開トレーラームービーの音楽制作
- 資生堂・SHISEIDO THE STOREの音楽制作
- ロート製薬・メンソレータム「なーちゃんとゆきちゃん」篇
- 大和ハウス工業・TVCM出演、音楽制作
- NHK総合 『ニュースLIVE! ゆう5時』番組内オープニングテーマ・番組内付随BGM 作曲

#### 展覧会、イヴェント、空間音楽
- 『イケムラレイコ　うつりゆくもの』展（東京国立近代美術館）会場音楽制作（2011）
- さわひらき Whirl 神奈川県民ホールギャラリー3日間限定のコラボレーション（2014）
- パフォーマンス
  - 『六本木アンビエント』（六本木ヒルズ）（2015）
  - 『葉山アンビエント』（神奈川県立近代美術館・葉山館）（2015）
  - 『温泉アンビエント』（別府・松原温泉）（2015）
  - 『丸の内アンビエント』（丸ビル）（2016）
  - 『スパイラル・アンビエント』（スパイラルホール）（2016）
  - 『岡崎アンビエント with 蓮沼執太、クリスチャン・フェネス、徳沢青弦、澤井妙治』（ロームシアター京都）（2016）
- TOTOギャラリー・間『アジアの日常から』展示映像、音楽制作（2015）
- 別府現代芸術フェスティバル2015『混浴温泉世界』出展（2015）
- 『六本木ヒルズのウインドアンドウインドウズ』（2016年4月29日〜5月8日の期間のために、六本木ヒルズ8箇所の音楽制作）
- 奥山由之 写真展『BACON ICE CREAM』展示音楽制作（2016）
- ポール・シャリッツ展「The doors of perception」statements（2017）
- 花代 『何じょう物じゃ　あんにゃもんにゃ』会場音楽制作（STUDIO STAFF ONLY・2018）
- Someone’s public and private / Something’s public and private one day exhibition @NYC Tompkins Square Park（2019）
- ミュージアムコンサート『TOUCH』DIC川村記念美術館（2019）
- 渋谷区子育てネウボラ施設「coしぶや」エントランス・インタラクティヴ映像音楽担当 （2021）

#### パフォーミングアーツ
- 快快『Y時のはなし』音楽制作 VACANT、YCAM公演（2010）
- 岩渕貞太『conditions』音楽制作（2014）
- 金氏徹平パフォーマンス『レクチャーのおばけ』音楽制作（2014）
- 八木良太＋岩渕貞太＋蓮沼執太パフォーマンス『タイムトラベル』神奈川県民ホールギャラリー（2014）
- Noism2 公演『かさねのいろめ』音楽制作（2015）
- アルトノイ（島地保武＋酒井はな）音楽制作（さいたま芸術劇場、神奈川県立近代美術館鎌倉館、葉山館）（2015）
- 花代コラボレーション・パフォーマンス（東京アートブックフェア・2015）
- 森山未來＋エラ・ホチルド公演『Judas, Christ with Soy』音楽制作（赤レンガ倉庫・2015）
- 坂本大三郎＋大久保裕子＋島地保武 パフォーマンス『三つの世界』（モエレ沼公園・ガラスのピラミッド・2016）
- 古川日出男＋青柳いずみ＋蓮沼執太『偽ガルシア＝マルケス』（東京都庭園美術館ギャラリー・2016）
- 柴田元幸 とのコラボレーション公演『ブライアン・エヴェンソン「ウインドアイ」刊行記念セッション』（VACANT・2016）
- 落合多武 コラボレーション・パフォーマンス（トレッドソン・ヴィラ・2017）

#### 音楽フェスティバル
- MOSAIC シンガポール（2009）
- サマーソニック 東京（2009）
- Sonar Sound Tokyo 東京（2011）
- Big Mountain Music Festival タイ（2013）
- いちはらアートミックス 千葉（2014）
- TAICOCLUB（2016）
- 森、道、市場（2016・2018）
- MIMI FESTIVAL フランス・マルセイユ（2017）
- Music City Tenjin 福岡（2018）
- CROSSING CARNIVAL （2019）
- フジロックフェスティバル（2019）
- MUSIC & ARTS FESTIVAL（2019）「蓮沼執太 & U-zhaan」名義での出演
- Holiday Circus（2019）「蓮沼執太 & U-zhaan」名義での出演
- ONE Music Camp（2022）「蓮沼執太 & U-zhaan」名義での出演
- FFKT（2023）「蓮沼執太 & U-zhaan」名義での出演

#### ラジオ
- J-WAVE
  - SELECTION「SHUTA HASUNUMA MEETS ANDY WARHOL」ナビゲート（2014）
  - SELECTION「SHUTA HASUNUMA SOUNDS OF NEW YORK」ナビゲート（2014）
  - 『ACOUSTIC COUNTY』番組音楽制作（2015）
  - SELECTION「SHUTA HASUNUMA TRAVELING MELODIES」ナビゲート（2016）
  - SELECTION「SHUTA HASUNUMA SOLO, PHIL, FULL PHIL」ナビゲート（2018）
  - 30th Anniversary Special 「OVER THE WAVE “30 x 30” 」ナビゲート（2018）
- NHK-FM放送 「大工」音楽担当　作：柴幸男（2018）

## ビデオ

### ミュージック・ビデオ
| アーティスト名           | タイトル                                                 | 年         | 収録アルバム           | 監督                                                             |
| ------------------------ | -------------------------------------------------------- | ---------- | ---------------------- | ---------------------------------------------------------------- |
| 蓮沼執太                 | 「wannapunch!」 - YouTube                                | 2010/02/02 | 『時が奏でる』         | Lyota Yagi                                                       |
| 蓮沼執太                 | 「シャンファイ」 - YouTube                               | 2010/10/18 | 『CC OO シーシーウー』 | 小金沢健人                                                       |
| 蓮沼執太                 | 「Hello Everything」 - YouTube                           | 2012/01/01 | 『CC OO シーシーウー』 | 山城大督                                                         |
| 蓮沼執太                 | 「RAW TOWN」 - YouTube                                   | 2015/12/31 | 『メロディーズ』       | 瀬田なつき                                                       |
| 蓮沼執太                 | 「テレポート」 - YouTube                                 | 2017/01/06 | 『メロディーズ』       | 水尻自子                                                         |
| Shuta Hasunuma & U-zhaan | 「A Kind of Love Song feat. Devendra Banhart」 - YouTube | 2017/02/16 | 『2 Tone』             | Neo Sora                                                         |
| Shuta Hasunuma & U-zhaan | 「Green Gold Grey feat. Arto Lindsay」 - YouTube         | 2017/02/16 | 『2 Tone』             | Co-Directed by Neo Sora and Albert Tholen Produced by Zakkubalan |
| Shuta Hasunuma & U-zhaan | 「Bagel」 - YouTube                                      | 2017/08/22 |                        |                                                                  |

### ライブ・ビデオ
| アーティスト名     | タイトル                                       | イベントタイトル /                                                 | 年   |
| ------------------ | ---------------------------------------------- | ------------------------------------------------------------------ | ---- |
| 蓮沼執太           | 「アコースティックス with 高野寛」 - YouTube   | アルバム『メロディーズ』リリース記念ツアー in Billboard Live TOKYO | 2016 |
| 蓮沼執太           | 「Spiral Ambient」 - YouTube                   | 「HIGH RESOLUTION FESTIVAL at Spiral」                             | 2016 |
| 蓮沼執太 & U-zhaan | LIVE at Pioneer Works, New York 2018 - YouTube | 蓮沼執太の個展『Compositions』at Pioneer Works(New York)           | 2018 |
| 灰野敬二 蓮沼執太  | パフォーマンス映像 - YouTube                   | MUSIC TODAY IN KYOTO 2019 at ロームシアター京都                    | 2019 |

### 展覧会 Installation View
| 展覧会                                                        | 映像タイトル                                         | 会場                                         | 年   |
| ------------------------------------------------------------- | ---------------------------------------------------- | -------------------------------------------- | ---- |
| Someone's Public and Private / Something's Public and Private | SPAP/SPAP                                            | Tompkins Square Park（New York）             | 2019 |
| ～ ing                                                        | " ~ ing -installation view-" - YouTube               | 資生堂ギャラリー（東京）                     | 2018 |
| Compositions                                                  | "Compositions -installation view-" - YouTube         | Pioneer Works（Brooklyn, New York）          | 2018 |
| 響のあいだ                                                    | Baschet sound sculpture -Tokyo - YouTube             | 東京藝術大学 GEIDAI FACTORY LAB              | 2020 |
| 響のあいだ                                                    | Baschet sound sculpture -Osaka - YouTube             | 万博記念公園                                 | 2020 |
| 響のあいだ                                                    | Baschet sound sculpture -Kyoto - YouTube             | 京都市立芸術大学                             | 2020 |
| compositions : rhythm                                         | compositions : rhythm - YouTube                      | スパイラル                                   | 2016 |
| compositions: space, time and architecture                    | compositions: space, time and architecture - YouTube | 国際芸術センター青森（ACAC）                 | 2015 |
| 音的                                                          | soundlike (spatial/humane/time/observational)        | アサヒアートスクエア                         | 2013 |
| have a go at flying from music part 3                         | have a go at flying from music part 3                | 東京都現代美術館ブルームバーグ・パヴィリオン | 2011 |

## コラボレーション
- 蓮沼執太フィル

メンバー：石塚周太（Bass, Guitar）、イトケン（Drums, Synthesizer）、大谷能生（Saxophone）、葛西敏彦（PA）、K-Ta（Marimba）、小林うてな（Steelpan）、ゴンドウトモヒコ（Euphonium）、斉藤亮輔（Guitar）、Jimanica（Drums）、環ROY（Rap）、千葉広樹（Violin, Bass）、手島絵里子（Viola）、宮地夏海（Flute）、三浦千明（Flugelhorn, Glockenspiel）
- Shuta Hasunuma & U-zhaan
- 灰野敬二
- 中村佳穂「CHANCE feat. 中村佳穂」
- 羊文学「マヨイガ with 蓮沼執太フィル」
- 坂本美雨『Waving Flags』アルバムプロデュース
- 赤い公園「お留守番」プロデュース
- RYUTist「ALIVE」プロデュース
- Negicco「自由に」編曲
- 古川日出男『the coffee group』
- アルトノイ（島地保武＋酒井はな）さいたま芸術劇場など
- TypogRAPy（イルリメ＋蓮沼執太＋大原大次郎）（パフィーマンス）

## 参考資料
- 蓮沼執太と、新作アルバムのアートワークを手がけた横尾忠則。２人の往復書簡。 BRUTUS 2020年09月01発行。
- 蓮沼執太が訴える「音」を聴く重要性 誰かが声を上げるこの世界で CINRA.NET 2020年09月23日掲載。
- アーティストの音楽履歴書 第29回  蓮沼執太のルーツをたどる  音楽ナタリー 2020年10月16日掲載。